# カルトル・ヴィルムンダルソン
カルトル・ヴィルムンダルソン （アイスランド語: Karl Vilmundarson、1909年12月6日 - 1983年6月2日）は、アイスランドの陸上競技選手。1936年ベルリンオリンピックの男子十種競技に出場したが、途中棄権した。